# Sorbiers (Alpy Wysokie)
Sorbiers – miejscowość i gmina we Francji, w regionie Prowansja-Alpy-Lazurowe Wybrzeże, w departamencie Alpy Wysokie.
Według danych na rok 1990 gminę zamieszkiwało 36 osób, a gęstość zaludnienia wynosiła 3 osoby/km² (wśród 963 gmin regionu Prowansja-Alpy-W. Lazurowe Sorbiers plasuje się na 751. miejscu pod względem liczby ludności, natomiast pod względem powierzchni na miejscu 645.).